# Gounou Gaya
Gounou Gaya (àrab: غونو غايا, Ḡūnū Ḡāyā) és una ciutat del Txad, capital del departament de Kabbia, a la regió de Mayo-Kebbi Est. Es comunica amb l'exterior per l'aeroport homònim.
Gounou Gaya és el lloc de naixement del rebel Abdel Kader Bava-Laddé i de l'ex primer ministre Nassour Guelendouksia Ouaido.